# Colline de Montabo
La colline de Montabo est une colline située sur la commune française de Cayenne, en Guyane.

## Géographie

### Situation
La colline de Montabo est située aux abords de la ville de Cayenne.

### Topographie
Son sommet culmine à une altitude de 84 mètres.

## Fréquentation

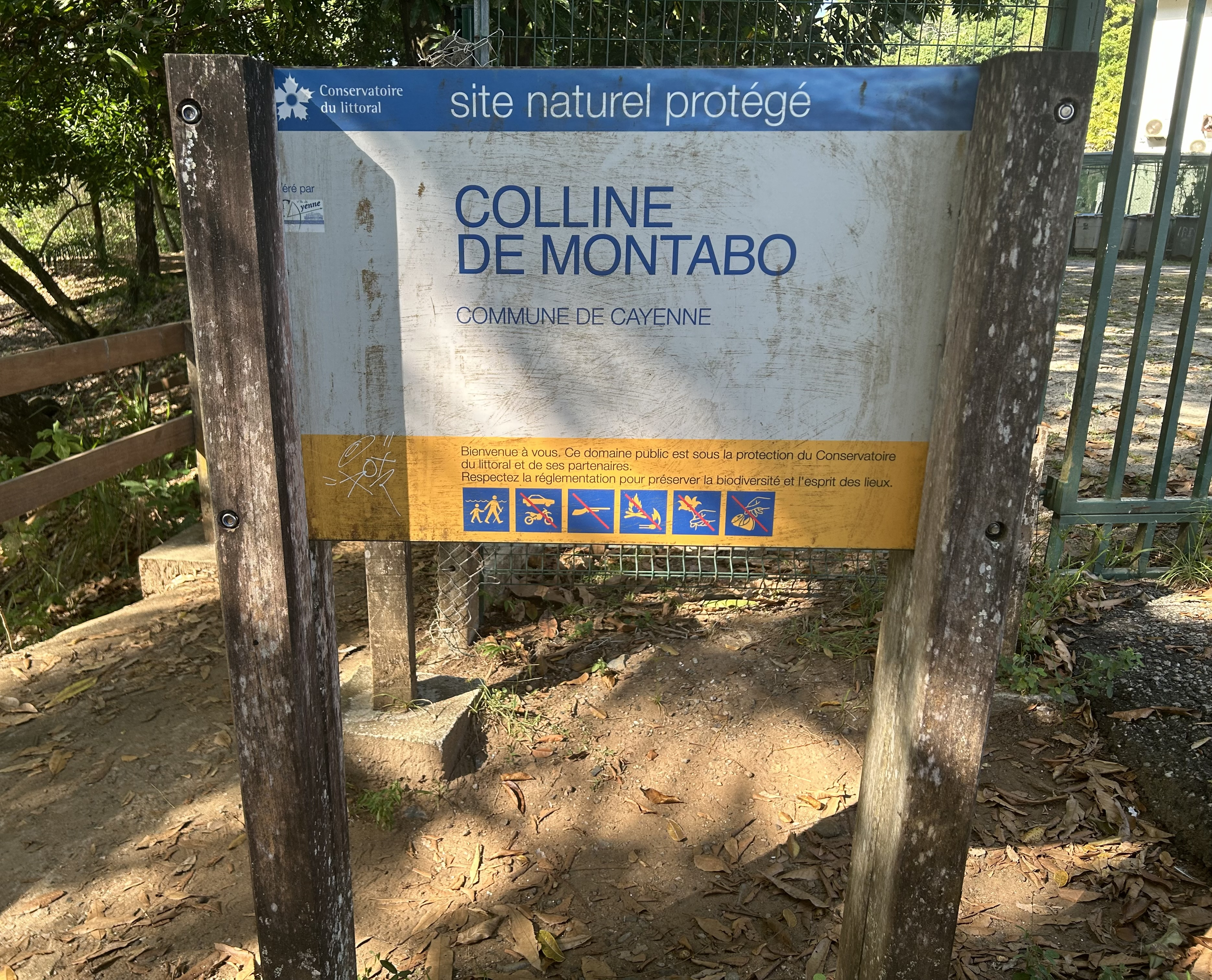
Panneau situé à l’entrée du sentier.

La colline de Montabo est un lieu très apprécié par la population cayennaise, notamment pour son sentier de plus de 2 km, qui permet aux visiteurs de découvrir la faune et la flore locale.
Plus de 30 000 personnes fréquentent ce sentier chaque année.

## Aménagement
Au sommet de la colline, se trouve un site appartenant au Centre national d’étude spatiale. Il existe aussi les bâtiments abandonné d’un ancien hôtel et d’une boîte de nuit très réputée du XXe siècle.